# کاکتوس (فیلم ۱۹۸۶)
کاکتوس (انگلیسی: Cactus) فیلمی است که در سال ۱۹۸۶ منتشر شد. از بازیگران آن می‌توان به ایزابل هوپر اشاره کرد.